# ۲۲ ذی‌القعده
۲۲ ذیقعده، بیست و دومین روز از ماه ذیقعده در تقویم هجری قمری است.
در تقویم هجری قمری قراردادی این روز سیصد و هفدهمین روز سال است.

## وقایع
- حملهٔ «سلطان محمودغزنوی» به سیستان و انقراض سلسلهٔ صفاریان (۳۸۹ق)
- پایان تألیف تفسیر مشهور «مجمع البیان» توسط علامه «طبرسی»(۵۳۶ ق)

## زادگان
- «خواجه نظام الملک» وزیر دانشمند سلجوقی (۴۰۸ ق)

## درگذشتگان
- ۴۶۶ - ماوردیه بصریه، بانوی صوفی زُهدگرای عراقی.
- ۱۰۲۶ - احمد یکم، چهاردهمین سلطان و خلیفهٔ عثمانی از ۱۶۰۳ تا ۱۶۱۷.
- ۱۲۳۸- مخدوب علی شاه همدانی شاعر و عارفِ مکتب تصوّف
- ۱۲۵۳- ملا محمدعلی نوری اصفهانی عالم عارف
- ۱۳۵۰- علی اکبر شیخ الاسلام ،  رئیس بلدیه (شهرداری) اصفهان ، نماینده اصفهان در دوره چهارم مجلس شورای ملی و نماینده اصفهان در مجلس مؤسسان نخست ایران
- ۱۴۱۶ - اکرم زعیتر، سیاستمدار ملی‌گرا، روزنامه‌نگار نوگرا، تاریخ‌نگار سیاسی و ادیب عربی فلسطینی.